# جو بالادينو
جو بالادينو (بالإنجليزية: Joe Paladino)‏ هو مدرب كرة قدم ولاعب كرة قدم بريطاني في مركز حراسة المرمى، ولد في 29 أغسطس 1965. لعب مع نادي ألترينتشام ونادي رانكورن هالتون ونادي ويتون ألبيون وويغان أتلتيك.

## وصلات خارجية
- جو بالادينو على موقع بوكس ريك (الإنجليزية) (registration required)